# Foitzik

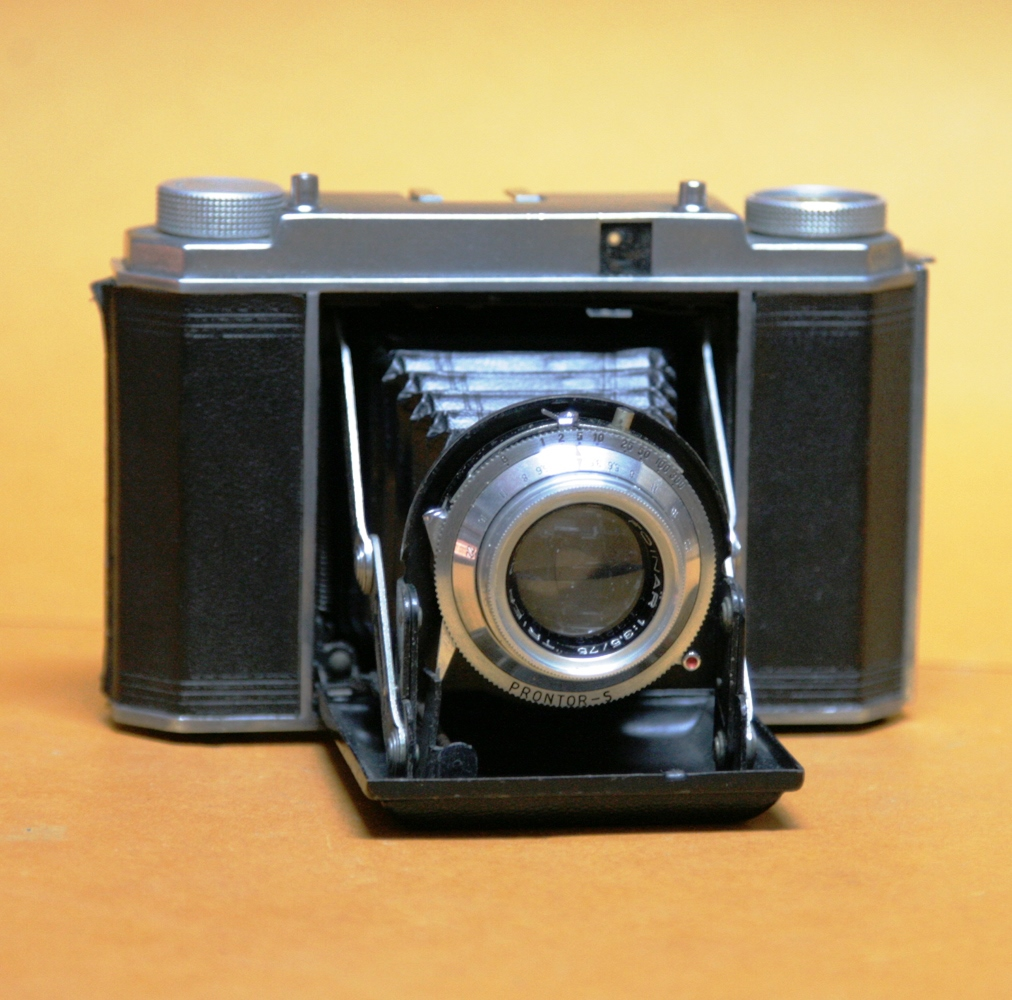
Foitzik Kamerawerke mod. Foinix del 1954

La Foitzik o Foitzik-Kamerawerke è stata un'azienda produttrice di macchine fotografiche tedesca, che ha operato dal 1945 al 1958. Venne fondata da Karl Foitzik (nato 1909 a Schomberg, morto in incidente d'auto 1955), nel 1953 acquisì la Optische Werkstätte Janetzki che le produceva in esclusiva le ottiche.
La morte del fondatore e proprietario comporto un declino  che portò alla fine delle attività aziendali dopo soli 3 anni.

## Produzione

### Pellicola 120 mm
- Foinix 6x6 con obiettivo: Foinar 1: 4,5 / 75 mmm e otturatore Vario 1/25 - 1/200 con doppia chiusura di esposizione e successivamente con otturatore Pronto.
- Foinix Ori 6x6 con obiettivo: Foinar 1: 5.6 / 75 millimetri Trier AR e otturatore Everset con sincro flash, 1/25 sec., 1/75 sec. più posa B.
- Foinix Orito o Foitzik Reporter[2]
- Foinix OS del 1954
- Mess-Foinix (telemetro) dal 1954 al 1957
- Unca (6x6)

### Pellicola da 35 mm
- Foica
- Foizica
- Foinix 35 mm del 1955 con obiettivo: Foinar 1: 2,8 / 45 mm
- Unca (35 mm)